# 鄧如琢
鄧如琢（1888年—1944年），字和璞，安徽省阜陽县邓寨（今屬利辛县）人。中華民國軍事將領。

## 生平
民國初期他成為直系軍閥蔡成勳的部屬，1921年（民国11年），他任第九混成旅旅長。後來他歸屬方本仁部，1924年（民国13年）12月，他任中央陸軍第一師師長兼南昌警備司令。
1925年（民国14年）3月，他任贛北（九江）鎮守使。同年11月、浙奉戰争中他隨孫傳芳擊敗並驅逐了奉系軍閥的安徽督辦姜登選。他也因此功績而被任命為安徽督辦。
1926年（民国15年），他任五省聯軍贛軍總司令兼江西督辦。同年10月，他被中国国民党的北伐軍大敗，他被迫下野。1944年4月他于南京逝世。